# 星里站
星里站（英語：Star Lane DLR station）是碼頭區輕便鐵路的一個車站，位於倫敦東部。星里站是碼頭區輕鐵斯特拉特福德支線的車站，開通於2011年8月31日。